# 福岡県道80号甘木朝倉田主丸線
福岡県道80号甘木朝倉田主丸線（ふくおかけんどう80ごう あまぎあさくらたぬしまるせん）は、福岡県朝倉市から久留米市に至る県道（主要地方道）である。

## 概要
朝倉市秋月から久留米市田主丸町鷹取に至る。起点は朝倉市の秋月藩があった場所で、その史跡を通過する。朝倉市秋月や三奈木に離合が難しい狭隘な区間がある。

### 路線データ
- 起点：福岡県朝倉市秋月（国道322号旧道交点、福岡県道66号桂川下秋月線終点）
- 終点：福岡県久留米市田主丸町鷹取（樋ノ口交差点、国道210号交点）

## 歴史
- 1993年（平成5年）5月11日 - 建設省から、県道甘木朝倉田主丸線が甘木朝倉田主丸線として主要地方道に指定される[1]。

## 路線状況

### 重複区間
- 福岡県道509号塔ノ瀬十文字小郡線（朝倉市三奈木）
- 国道386号（朝倉市古熊）
- 国道386号（朝倉市古熊 - 朝倉市宮野・比良松交差点）
- 福岡県道585号殖木入地甘木線（朝倉市田中・田中交差点 - 朝倉市田中・朝羽大橋交差点）

### 道路施設

#### 橋梁
- 古熊橋（荷原川、朝倉市）
- 花畑橋（妙見川、朝倉市）
- 朝羽大橋（筑後川、朝倉市）

## 地理

### 通過する自治体
- 朝倉市
- うきは市
- 久留米市
- うきは市
- 久留米市

### 交差する道路
| 交差する道路                                                     | 市町村名 | 交差する場所 | 交差する場所        |
| ---------------------------------------------------------------- | -------- | ------------ | ------------------- |
| 国道322号 / 旧道 福岡県道66号桂川下秋月線                        | 朝倉市   | 秋月         | 起点                |
| 国道500号                                                        | 朝倉市   | 上秋月       | 上秋月交差点        |
| 福岡県道509号塔ノ瀬十文字小郡線 重複区間起点                     | 朝倉市   | 三奈木       |                     |
| 福岡県道509号塔ノ瀬十文字小郡線 重複区間終点                     | 朝倉市   | 三奈木       |                     |
| 国道386号 / バイパス                                             | 朝倉市   | 三奈木       | 高棚交差点          |
| 国道386号 重複区間起点                                           | 朝倉市   | 古熊         |                     |
| 国道386号 重複区間終点                                           | 朝倉市   | 古熊         |                     |
| 国道386号 重複区間起点                                           | 朝倉市   | 古熊         |                     |
| 国道386号 重複区間終点 福岡県道・大分県道112号福岡日田線         | 朝倉市   | 宮野         | 比良松交差点        |
| E34 大分自動車道                                                 | 朝倉市   | 宮野         | 3 朝倉IC            |
| 佐賀県道・福岡県道14号鳥栖朝倉線                                 | 朝倉市   | 多々連       | ひわたし橋交差点    |
| 福岡県道585号殖木入地甘木線 重複区間起点                         | 朝倉市   | 田中         | 田中交差点          |
| 福岡県道585号殖木入地甘木線 重複区間終点 福岡県道586号長栖高橋線 | 朝倉市   | 田中         | 朝羽大橋交差点      |
| 福岡県道81号久留米浮羽線                                         | 久留米市 | 田主丸町長栖 |                     |
| 国道210号 / 浮羽バイパス                                         | うきは市 | 吉井町鷹取   | 鷹取交差点          |
| 国道210号                                                        | 久留米市 | 田主丸町鷹取 | 樋ノ口交差点 / 終点 |

### 沿線
- 秋月（重要伝統的建造物群保存地区）
- 秋月城跡
- 秋月カントリークラブ
- 福岡センチュリーゴルフ倶楽部
- 朝倉の水車（三連水車・二連水車）
- 筑後川